# Liste der Nummer-eins-Hits in den USA (2018)
Dies ist eine Liste der Nummer-eins-Hits in den USA im Jahr 2018. Die Spitzenreiter der US-Hot-100-Singlecharts und der Top-200-Albumcharts werden vom Magazin Billboard veröffentlicht. Aus historischen Gründen bestand bis 2017 ein Abstand von 16 Tagen zwischen der Verkaufswoche und der Gültigkeitswoche der Charts. Die Chartwoche vom 30. Dezember beinhaltete also die Verkäufe bis zum 14. Dezember 2017. 2018 beschloss man, den Abstand um eine Woche zu kürzen und zwei Charts in die erste Jahreswoche zu legen. Die Charts vom 31. Dezember 2017 bis 3. Januar 2018 enthielten also die Daten bis 21. Dezember 2017, die Charts vom 4. bis 6. Januar 2018 die Daten bis 28. Dezember 2017. Von da an lagen also 9 Tage zwischen Erfassungsdatum und Chartdatum.

## Singles
| ← 2017 ← | Liste der Nummer-eins-Hits in den USA | Liste der Nummer-eins-Hits in den USA | Liste der Nummer-eins-Hits in den USA | 2019 → |
| \| Zeitraum \| Wo. ges. \| Interpret \| Titel Autor(en) \| Zusätzliche Informationen \| \| (Zeitraum, Wochen auf Platz eins, Interpret, Titel, Autor[en], zusätzliche Informationen) \| \| \| \| \| \| ----------------------------------------------------------------------------------------- \| -------- \| ------------------------------- \| ----------------------------------------------------------------------------------------------------------------------------------------------------------------------------------------------------------------------------------------------------------------------------------------------------------------------------------------------------------------------------------------------------------------------------------------------------------------------------------------------------------- \| -------------------------------------------------------------------------------------------------------------------------------------------------------------------------------------------------------------------------------------------------------------------------------------------------------------------------------------------------------------------------------------------------------------------------------------------------------------------------------------------------------------------------------------------------- \| \| 17. Dezember 2017 – 20. Januar 2018 6 Wochen (insgesamt 6) \| 6 \| Ed Sheeran Duet with Beyoncé \| Perfect Ed Sheeran, Beyoncé Knowles \| – \| \| 21. Januar 2018 – 27. Januar 2018 1 Woche \| 1 \| Camila Cabello feat. Young Thug \| Havana Camila Cabello, Jeffrey Williams, Frank Dukes, Brittany Hazzard, Ali Tamposi, Brian Lee, Andrew Watt, Pharrell Williams, Louis Bell, Kaan Gunesberk \| – \| \| 28. Januar 2018 – 14. April 2018 11 Wochen \| 11 \| Drake \| God’s Plan Aubrey Graham, Ronald LaTour, Daveon Jackson, Matthew Samuels, Noah Shebib \| God’s Plan war Drakes zweiter Nummer-eins-Hit in den USA als Solokünstler. Es wurde zum 29. Lied, welches auf Platz eins der Hot 100 debütierte, und es verkaufte sich über 120.000 Mal in der Veröffentlichungswoche.[2] Ende Februar erreichte es als zweiter Song über 100 Millionen Streams in den USA innerhalb einer Woche und verkaufte sich bis Ende Dezember 1.056.000 Mal.[3][4] Ende Juni wurde es für acht Millionen Einheiten mit Achtfach-Platin ausgezeichnet.[5] Das Lied erreichte die Spitzenposition der Jahresendcharts.[6][7] \| \| 15. April 2018 – 12. Mai 2018 4 Wochen (insgesamt 8) \| 8 \| Drake \| Nice for What Aubrey Graham, Shane Lindstrom, Alan Bergman, Marilyn Bergman, Dennis David Coles, Robert F. Diggs, Gary E. Grice, Marvin Hamlisch, Chauncey Lamont Hawkins, Lauryn Hill, Jason S. Hunter, Russell T. Jones, Clifford Smith, Corey Woods, Orville Hall, Phillip Price \| Mit Nice for What wurde Drake der 13. Künstler in der US-amerikanischen Chartgeschichte, der sich selbst von der Spitze ablösen konnte.[8] \| \| 13. Mai 2018 – 26. Mai 2018 2 Wochen (insgesamt 2) \| 2 \| Childish Gambino \| This Is America Donald Glover, Ludwig Göransson \| Donald Glover konnte mit seiner Kunstfigur Childish Gambino erstmals die Spitze erreichen.[9] \| \| 27. Mai 2018 – 9. Juni 2018 2 Wochen (insgesamt 8) \| 8 \| Drake \| Nice for What Aubrey Graham, Shane Lindstrom, Alan Bergman, Marilyn Bergman, Dennis David Coles, Robert F. Diggs, Gary E. Grice, Marvin Hamlisch, Chauncey Lamont Hawkins, Lauryn Hill, Jason S. Hunter, Russell T. Jones, Clifford Smith, Corey Woods, Orville Hall, Phillip Price \| – \| \| 10. Juni 2018 – 16. Juni 2018 1 Woche (insgesamt 1) \| 1 \| Post Malone feat. Ty Dolla Sign \| Psycho Austin Post, Tyrone Griffin Jr, Louis Bell \| – \| \| 17. Juni 2018 – 23. Juni 2018 1 Woche (insgesamt 8) \| 8 \| Drake \| Nice for What Aubrey Graham, Shane Lindstrom, Alan Bergman, Marilyn Bergman, Dennis David Coles, Robert F. Diggs, Gary E. Grice, Marvin Hamlisch, Chauncey Lamont Hawkins, Lauryn Hill, Jason S. Hunter, Russell T. Jones, Clifford Smith, Corey Woods, Orville Hall, Phillip Price \| – \| \| 24. Juni 2018 – 30. Juni 2018 1 Woche \| 1 \| XXXTentacion \| Sad! Jahseh Onfroy, John Cunningham \| Nachdem der Rapper am 18. Juni 2018 im US-Bundesstaat Florida erschossen wurde, erreichte er mit Sad! als erster Künstler seit 20 Jahren postum die Spitze der Billboard Hot 100.[10] \| \| 1. Juli 2018 – 7. Juli 2018 1 Woche \| 1 \| Cardi B, Bad Bunny & J Balvin \| I Like It Belcalis Almanzar, Benito Ocasio, José Osorio, Tony Pabón, Klenord Raphael, Manny Rodriguez, Benny Bonilla, Edgar Machucha, Edgar Vargas, Jordan Thorpe, Luian Malave, Marcos Masis, Noah Assad, Vincent Watson, Xavier Vargas, Anthony White \| – \| \| 8. Juli 2018 – 14. Juli 2018 1 Woche (insgesamt 8) \| 8 \| Drake \| Nice for What Aubrey Graham, Shane Lindstrom, Alan Bergman, Marilyn Bergman, Dennis David Coles, Robert F. Diggs, Gary E. Grice, Marvin Hamlisch, Chauncey Lamont Hawkins, Lauryn Hill, Jason S. Hunter, Russell T. Jones, Clifford Smith, Corey Woods, Orville Hall, Phillip Price \| – \| \| 15. Juli 2018 – 22. September 2018 10 Wochen \| 10 \| Drake \| In My Feelings Aubrey Graham, Benny Workman, Darius Harrison, Caresha Brownlee, Jatavia Johnson, Stephen Garrett, James Scheffer, Rex Zamor, Dwayne Carter, Renetta Lowe-Bridgewater, Orville Hall, Phillip Price, Noah Shebib \| – \| \| 23. September 2018 – 10. November 2018 7 Wochen \| 7 \| Maroon 5 feat. Cardi B \| Girls Like You Adam Levine, Henry Walter, Belcalis Almanzar, Brittany Talia Hazzard, Jason Evigan, Gian Stone \| Für Cardi B ist es nach Bodak Yellow (2017) und I Like It (2018) der dritte Nummer-1-Hit. Sie ist die erste weibliche Rapperin, die drei Lieder auf Platz 1 der US-amerikanischen Charts platzieren konnte. \| \| 11. November 2018 – 1. Dezember 2018 3 Wochen (insgesamt 7) \| 7 \| Ariana Grande \| Thank U, Next Ariana Grande, Charles Anderson, Michael Foster, Tayla Parx, Tommy Brown, Victoria McCants \| Ariana Grande erreicht zum ersten Mal die Spitze der Billboard Hot 100. \| \| 2. Dezember 2018 – 8. Dezember 2018 1 Woche \| 1 \| Travis Scott \| Sicko Mode Jacques Webster, Aubrey Graham, Khalif Brown, John Edward Hawkins, Rogét Chahayed, Chauncey Hollis, Ozan Yildirim, Cydel Young, Tim Gomringer, Kevin Gomringer, Brytavious Chambers, Mike Dean, Mirsad Dervic, Luther Campbell, Harry Wayne Casey, Richard Finch, Christopher Wallace, Osten Harvey, Bryan Higgins, Trevor Smith, James Jackson, Malik Taylor, Keith Elam, Christopher Martin, Kamaal Fareed, Ali Shaheed Jones-Muhammad, Tyrone Taylor, Fred Scruggs, Kirk Jones, Chylow Parker \| Für den Rapper ist es der erste Nummer-eins-Hit seiner Karriere. Unter den zahlreichen Autoren erreicht auch das deutsche Produzentenduo Cubeatz als Autoren und Produzenten die Spitze der US-amerikanischen Singlecharts. \| \| 9. Dezember 2018 – 5. Januar 2019 4 Wochen (insgesamt 7) \| 7 \| Ariana Grande \| Thank U, Next Ariana Grande, Charles Anderson, Michael Foster, Tayla Parx, Tommy Brown, Victoria McCants \| – \| |                                       |                                       | | |
| ← 2017 |                                       |                                       | | → 2019 → |
| Zeitraum | Wo. ges.                              | Interpret                             | Titel Autor(en) | Zusätzliche Informationen |
| (Zeitraum, Wochen auf Platz eins, Interpret, Titel, Autor[en], zusätzliche Informationen) |                                       |                                       | | |
| 17. Dezember 2017 – 20. Januar 2018 6 Wochen (insgesamt 6) | 6                                     | Ed Sheeran Duet with Beyoncé          | Perfect Ed Sheeran, Beyoncé Knowles | – |
| 21. Januar 2018 – 27. Januar 2018 1 Woche | 1                                     | Camila Cabello feat. Young Thug       | Havana Camila Cabello, Jeffrey Williams, Frank Dukes, Brittany Hazzard, Ali Tamposi, Brian Lee, Andrew Watt, Pharrell Williams, Louis Bell, Kaan Gunesberk | – |
| 28. Januar 2018 – 14. April 2018 11 Wochen | 11                                    | Drake                                 | God’s Plan Aubrey Graham, Ronald LaTour, Daveon Jackson, Matthew Samuels, Noah Shebib | God’s Plan war Drakes zweiter Nummer-eins-Hit in den USA als Solokünstler. Es wurde zum 29. Lied, welches auf Platz eins der Hot 100 debütierte, und es verkaufte sich über 120.000 Mal in der Veröffentlichungswoche. Ende Februar erreichte es als zweiter Song über 100 Millionen Streams in den USA innerhalb einer Woche und verkaufte sich bis Ende Dezember 1.056.000 Mal. Ende Juni wurde es für acht Millionen Einheiten mit Achtfach-Platin ausgezeichnet. Das Lied erreichte die Spitzenposition der Jahresendcharts. |
| 15. April 2018 – 12. Mai 2018 4 Wochen (insgesamt 8) | 8                                     | Drake                                 | Nice for What Aubrey Graham, Shane Lindstrom, Alan Bergman, Marilyn Bergman, Dennis David Coles, Robert F. Diggs, Gary E. Grice, Marvin Hamlisch, Chauncey Lamont Hawkins, Lauryn Hill, Jason S. Hunter, Russell T. Jones, Clifford Smith, Corey Woods, Orville Hall, Phillip Price | Mit Nice for What wurde Drake der 13. Künstler in der US-amerikanischen Chartgeschichte, der sich selbst von der Spitze ablösen konnte. |
| 13. Mai 2018 – 26. Mai 2018 2 Wochen (insgesamt 2) | 2                                     | Childish Gambino                      | This Is America Donald Glover, Ludwig Göransson | Donald Glover konnte mit seiner Kunstfigur Childish Gambino erstmals die Spitze erreichen. |
| 27. Mai 2018 – 9. Juni 2018 2 Wochen (insgesamt 8) | 8                                     | Drake                                 | Nice for What Aubrey Graham, Shane Lindstrom, Alan Bergman, Marilyn Bergman, Dennis David Coles, Robert F. Diggs, Gary E. Grice, Marvin Hamlisch, Chauncey Lamont Hawkins, Lauryn Hill, Jason S. Hunter, Russell T. Jones, Clifford Smith, Corey Woods, Orville Hall, Phillip Price | – |
| 10. Juni 2018 – 16. Juni 2018 1 Woche (insgesamt 1) | 1                                     | Post Malone feat. Ty Dolla Sign       | Psycho Austin Post, Tyrone Griffin Jr, Louis Bell | – |
| 17. Juni 2018 – 23. Juni 2018 1 Woche (insgesamt 8) | 8                                     | Drake                                 | Nice for What Aubrey Graham, Shane Lindstrom, Alan Bergman, Marilyn Bergman, Dennis David Coles, Robert F. Diggs, Gary E. Grice, Marvin Hamlisch, Chauncey Lamont Hawkins, Lauryn Hill, Jason S. Hunter, Russell T. Jones, Clifford Smith, Corey Woods, Orville Hall, Phillip Price | – |
| 24. Juni 2018 – 30. Juni 2018 1 Woche | 1                                     | XXXTentacion                          | Sad! Jahseh Onfroy, John Cunningham | Nachdem der Rapper am 18. Juni 2018 im US-Bundesstaat Florida erschossen wurde, erreichte er mit Sad! als erster Künstler seit 20 Jahren postum die Spitze der Billboard Hot 100. |
| 1. Juli 2018 – 7. Juli 2018 1 Woche | 1                                     | Cardi B, Bad Bunny & J Balvin         | I Like It Belcalis Almanzar, Benito Ocasio, José Osorio, Tony Pabón, Klenord Raphael, Manny Rodriguez, Benny Bonilla, Edgar Machucha, Edgar Vargas, Jordan Thorpe, Luian Malave, Marcos Masis, Noah Assad, Vincent Watson, Xavier Vargas, Anthony White | – |
| 8. Juli 2018 – 14. Juli 2018 1 Woche (insgesamt 8) | 8                                     | Drake                                 | Nice for What Aubrey Graham, Shane Lindstrom, Alan Bergman, Marilyn Bergman, Dennis David Coles, Robert F. Diggs, Gary E. Grice, Marvin Hamlisch, Chauncey Lamont Hawkins, Lauryn Hill, Jason S. Hunter, Russell T. Jones, Clifford Smith, Corey Woods, Orville Hall, Phillip Price | – |
| 15. Juli 2018 – 22. September 2018 10 Wochen | 10                                    | Drake                                 | In My Feelings Aubrey Graham, Benny Workman, Darius Harrison, Caresha Brownlee, Jatavia Johnson, Stephen Garrett, James Scheffer, Rex Zamor, Dwayne Carter, Renetta Lowe-Bridgewater, Orville Hall, Phillip Price, Noah Shebib | – |
| 23. September 2018 – 10. November 2018 7 Wochen | 7                                     | Maroon 5 feat. Cardi B                | Girls Like You Adam Levine, Henry Walter, Belcalis Almanzar, Brittany Talia Hazzard, Jason Evigan, Gian Stone | Für Cardi B ist es nach Bodak Yellow (2017) und I Like It (2018) der dritte Nummer-1-Hit. Sie ist die erste weibliche Rapperin, die drei Lieder auf Platz 1 der US-amerikanischen Charts platzieren konnte. |
| 11. November 2018 – 1. Dezember 2018 3 Wochen (insgesamt 7) | 7                                     | Ariana Grande                         | Thank U, Next Ariana Grande, Charles Anderson, Michael Foster, Tayla Parx, Tommy Brown, Victoria McCants | Ariana Grande erreicht zum ersten Mal die Spitze der Billboard Hot 100. |
| 2. Dezember 2018 – 8. Dezember 2018 1 Woche | 1                                     | Travis Scott                          | Sicko Mode Jacques Webster, Aubrey Graham, Khalif Brown, John Edward Hawkins, Rogét Chahayed, Chauncey Hollis, Ozan Yildirim, Cydel Young, Tim Gomringer, Kevin Gomringer, Brytavious Chambers, Mike Dean, Mirsad Dervic, Luther Campbell, Harry Wayne Casey, Richard Finch, Christopher Wallace, Osten Harvey, Bryan Higgins, Trevor Smith, James Jackson, Malik Taylor, Keith Elam, Christopher Martin, Kamaal Fareed, Ali Shaheed Jones-Muhammad, Tyrone Taylor, Fred Scruggs, Kirk Jones, Chylow Parker | Für den Rapper ist es der erste Nummer-eins-Hit seiner Karriere. Unter den zahlreichen Autoren erreicht auch das deutsche Produzentenduo Cubeatz als Autoren und Produzenten die Spitze der US-amerikanischen Singlecharts. |
| 9. Dezember 2018 – 5. Januar 2019 4 Wochen (insgesamt 7) | 7                                     | Ariana Grande                         | Thank U, Next Ariana Grande, Charles Anderson, Michael Foster, Tayla Parx, Tommy Brown, Victoria McCants | – |

## Alben
| ← 2017 ← | Liste der Nummer-eins-Alben in den USA | Liste der Nummer-eins-Alben in den USA | Liste der Nummer-eins-Alben in den USA                   | 2019 → |
| \| Zeitraum \| Wo. ges. \| Interpret \| Titel \| Zusätzliche Informationen \| \| (Zeitraum, Wochen auf Platz eins, Interpret, Titel, zusätzliche Informationen) \| \| \| \| \| \| ------------------------------------------------------------------------------ \| -------- \| -------------------------- \| ------------------------------------------------------------ \| -------------------------------------------------------------------------------------------------------------------------------------------------------------------------------------------------- \| \| 31. Dezember 2017 – 3. Januar 2018 1 Woche \| 1 \| Eminem \| Revival[11] \| – \| \| 4. Januar 2018 – 6. Januar 2018 1 Woche (insgesamt 4) \| 4 \| Taylor Swift \| Reputation[12] \| – \| \| 7. Januar 2018 – 20. Januar 2018 2 Wochen \| 2 \| (Soundtrack) \| The Greatest Showman: Original Motion Picture Soundtrack[13] \| – \| \| 21. Januar 2018 – 27. Januar 2018 1 Woche \| 1 \| Camila Cabello \| Camila[14] \| – \| \| 28. Januar 2018 – 3. Februar 2018 1 Woche \| 1 \| Fall Out Boy \| Mania[15] \| – \| \| 4. Februar 2018 – 10. Februar 2018 1 Woche \| 1 \| Migos \| Culture II[16] \| – \| \| 11. Februar 2018 – 17. Februar 2018 1 Woche \| 1 \| Justin Timberlake \| Man of the Woods[17] \| – \| \| 18. Februar 2018 – 3. März 2018 2 Wochen (insgesamt 3) \| 3 \| Verschiedene Interpreten \| Black Panther: The Album[18] \| – \| \| 4. März 2018 – 10. März 2018 1 Woche (insgesamt 2) \| 2 \| Bon Jovi \| This House Is Not for Sale[19] \| – \| \| 11. März 2018 – 17. März 2018 1 Woche (insgesamt 3) \| 3 \| Verschiedene Interpreten \| Black Panther: The Album[20] \| – \| \| 18. März 2018 – 24. März 2018 1 Woche \| 1 \| Logic \| Bobby Tarantino II[21] \| – \| \| 25. März 2018 – 31. März 2018 1 Woche \| 1 \| XXXTentacion \| ?[22] \| – \| \| 1. April 2018 – 7. April 2018 1 Woche \| 1 \| Jack White \| Boarding House Reach[23] \| – \| \| 8. April 2018 – 14. April 2018 1 Woche \| 1 \| The Weeknd \| My Dear Melancholy,[24] \| – \| \| 15. April 2018 – 21. April 2018 1 Woche \| 1 \| Cardi B \| Invasion of Privacy[25] \| – \| \| 22. April 2018 – 28. April 2018 1 Woche \| 1 \| Jason Aldean \| Rearview Town[26] \| – \| \| 29. April 2018 – 5. Mai 2018 1 Woche \| 1 \| J. Cole \| KOD[27] \| – \| \| 6. Mai 2018 – 26. Mai 2018 3 Wochen \| 3 \| Post Malone \| Beerbongs & Bentleys[28] \| – \| \| 27. Mai 2018 – 2. Juni 2018 1 Woche \| 1 \| BTS \| Love Yourself 轉 ‘Tear’[29] \| BTS sind die erste südkoreanische Band auf Platz eins der US-amerikanischen Albumcharts. Das Album ist das erste nicht-englischsprachige Album seit zwölf Jahren auf Platz eins dieser Charts.[30] \| \| 3. Juni 2018 – 9. Juni 2018 1 Woche \| 1 \| Shawn Mendes \| Shawn Mendes[31] \| – \| \| 10. Juni 2018 – 16. Juni 2018 1 Woche \| 1 \| Kanye West \| Ye[32] \| – \| \| 17. Juni 2018 – 23. Juni 2018 1 Woche \| 1 \| Dave Matthews Band \| Come Tomorrow[33] \| – \| \| 24. Juni 2018 – 30. Juni 2018 1 Woche \| 1 \| 5 Seconds of Summer \| Youngblood[34] \| – \| \| 1. Juli 2018 – 7. Juli 2018 1 Woche \| 1 \| Panic! at the Disco \| Pray for the Wicked[35] \| – \| \| 8. Juli 2018 – 11. August 2018 5 Wochen \| 5 \| Drake \| Scorpion[36] \| – \| \| 12. August 2018 – 25. August 2018 2 Wochen (insgesamt 3) \| 3 \| Travis Scott \| Astroworld[37] \| – \| \| 26. August 2018 – 1. September 2018 1 Woche \| 1 \| Ariana Grande \| Sweetener[38] \| – \| \| 2. September 2018 – 8. September 2018 1 Woche \| 1 \| BTS \| Love Yourself 結 ‘Answer’[39] \| – \| \| 9. September 2018 – 15. September 2018 1 Woche \| 1 \| Eminem \| Kamikaze[40] \| – \| \| 16. September 2018 – 22. September 2018 1 Woche \| 1 \| Paul McCartney \| Egypt Station[41] \| – \| \| 23. September 2018 – 29. September 2018 1 Woche \| 1 \| Carrie Underwood \| Cry Pretty[42] \| – \| \| 30. September 2018 – 6. Oktober 2018 1 Woche \| 1 \| Brockhampton \| Iridescence[43] \| – \| \| 7. Oktober 2018 – 13. Oktober 2018 1 Woche \| 1 \| Lil Wayne \| Tha Carter V V[44] \| – \| \| 14. Oktober 2018 – 3. November 2018 3 Wochen (insgesamt 4) \| 4 \| Lady Gaga & Bradley Cooper \| A Star Is Born[45] \| – \| \| 4. November 2018 – 10. November 2018 1 Woche \| 1 \| Andrea Bocelli \| Sì[46] \| – \| \| 11. November 2018 – 17. November 2018 1 Woche \| 1 \| Metro Boomin \| Not All Heroes Wear Capes[47] \| – \| \| 18. November 2018 – 24. November 2018 1 Woche \| 1 \| Kane Brown \| Experiment[48] \| – \| \| 25. November 2018 – 1. Dezember 2018 1 Woche \| 1 \| Mumford & Sons \| Delta[49] \| – \| \| 2. Dezember 2018 – 8. Dezember 2018 1 Woche (insgesamt 3) \| 3 \| Travis Scott \| Astroworld[50] \| – \| \| 9. Dezember 2018 – 15. Dezember 2018 1 Woche \| 1 \| Meek Mill \| Championships[51] \| – \| \| 16. Dezember 2018 – 22. Dezember 2018 1 Woche \| 1 \| XXXTentacion \| Skins[52] \| – \| \| 23. Dezember 2018 – 29. Dezember 2018 1 Woche \| 1 \| Kodak Black \| Dying to Live[53] \| – \| \| 30. Dezember 2018 – 12. Januar 2019 2 Wochen \| 2 \| 21 Savage \| I Am > I Was[54] \| – \| |                                        |                                        |                                                          | |
| ← 2017 |                                        |                                        |                                                          | → 2019 → |
| Zeitraum | Wo. ges.                               | Interpret                              | Titel                                                    | Zusätzliche Informationen |
| (Zeitraum, Wochen auf Platz eins, Interpret, Titel, zusätzliche Informationen) |                                        |                                        |                                                          | |
| 31. Dezember 2017 – 3. Januar 2018 1 Woche | 1                                      | Eminem                                 | Revival                                                  | – |
| 4. Januar 2018 – 6. Januar 2018 1 Woche (insgesamt 4) | 4                                      | Taylor Swift                           | Reputation                                               | – |
| 7. Januar 2018 – 20. Januar 2018 2 Wochen | 2                                      | (Soundtrack)                           | The Greatest Showman: Original Motion Picture Soundtrack | – |
| 21. Januar 2018 – 27. Januar 2018 1 Woche | 1                                      | Camila Cabello                         | Camila                                                   | – |
| 28. Januar 2018 – 3. Februar 2018 1 Woche | 1                                      | Fall Out Boy                           | Mania                                                    | – |
| 4. Februar 2018 – 10. Februar 2018 1 Woche | 1                                      | Migos                                  | Culture II                                               | – |
| 11. Februar 2018 – 17. Februar 2018 1 Woche | 1                                      | Justin Timberlake                      | Man of the Woods                                         | – |
| 18. Februar 2018 – 3. März 2018 2 Wochen (insgesamt 3) | 3                                      | Verschiedene Interpreten               | Black Panther: The Album                                 | – |
| 4. März 2018 – 10. März 2018 1 Woche (insgesamt 2) | 2                                      | Bon Jovi                               | This House Is Not for Sale                               | – |
| 11. März 2018 – 17. März 2018 1 Woche (insgesamt 3) | 3                                      | Verschiedene Interpreten               | Black Panther: The Album                                 | – |
| 18. März 2018 – 24. März 2018 1 Woche | 1                                      | Logic                                  | Bobby Tarantino II                                       | – |
| 25. März 2018 – 31. März 2018 1 Woche | 1                                      | XXXTentacion                           | ?                                                        | – |
| 1. April 2018 – 7. April 2018 1 Woche | 1                                      | Jack White                             | Boarding House Reach                                     | – |
| 8. April 2018 – 14. April 2018 1 Woche | 1                                      | The Weeknd                             | My Dear Melancholy,                                      | – |
| 15. April 2018 – 21. April 2018 1 Woche | 1                                      | Cardi B                                | Invasion of Privacy                                      | – |
| 22. April 2018 – 28. April 2018 1 Woche | 1                                      | Jason Aldean                           | Rearview Town                                            | – |
| 29. April 2018 – 5. Mai 2018 1 Woche | 1                                      | J. Cole                                | KOD                                                      | – |
| 6. Mai 2018 – 26. Mai 2018 3 Wochen | 3                                      | Post Malone                            | Beerbongs & Bentleys                                     | – |
| 27. Mai 2018 – 2. Juni 2018 1 Woche | 1                                      | BTS                                    | Love Yourself 轉 ‘Tear’                                  | BTS sind die erste südkoreanische Band auf Platz eins der US-amerikanischen Albumcharts. Das Album ist das erste nicht-englischsprachige Album seit zwölf Jahren auf Platz eins dieser Charts. |
| 3. Juni 2018 – 9. Juni 2018 1 Woche | 1                                      | Shawn Mendes                           | Shawn Mendes                                             | – |
| 10. Juni 2018 – 16. Juni 2018 1 Woche | 1                                      | Kanye West                             | Ye                                                       | – |
| 17. Juni 2018 – 23. Juni 2018 1 Woche | 1                                      | Dave Matthews Band                     | Come Tomorrow                                            | – |
| 24. Juni 2018 – 30. Juni 2018 1 Woche | 1                                      | 5 Seconds of Summer                    | Youngblood                                               | – |
| 1. Juli 2018 – 7. Juli 2018 1 Woche | 1                                      | Panic! at the Disco                    | Pray for the Wicked                                      | – |
| 8. Juli 2018 – 11. August 2018 5 Wochen | 5                                      | Drake                                  | Scorpion                                                 | – |
| 12. August 2018 – 25. August 2018 2 Wochen (insgesamt 3) | 3                                      | Travis Scott                           | Astroworld                                               | – |
| 26. August 2018 – 1. September 2018 1 Woche | 1                                      | Ariana Grande                          | Sweetener                                                | – |
| 2. September 2018 – 8. September 2018 1 Woche | 1                                      | BTS                                    | Love Yourself 結 ‘Answer’                                | – |
| 9. September 2018 – 15. September 2018 1 Woche | 1                                      | Eminem                                 | Kamikaze                                                 | – |
| 16. September 2018 – 22. September 2018 1 Woche | 1                                      | Paul McCartney                         | Egypt Station                                            | – |
| 23. September 2018 – 29. September 2018 1 Woche | 1                                      | Carrie Underwood                       | Cry Pretty                                               | – |
| 30. September 2018 – 6. Oktober 2018 1 Woche | 1                                      | Brockhampton                           | Iridescence                                              | – |
| 7. Oktober 2018 – 13. Oktober 2018 1 Woche | 1                                      | Lil Wayne                              | Tha Carter V V                                           | – |
| 14. Oktober 2018 – 3. November 2018 3 Wochen (insgesamt 4) | 4                                      | Lady Gaga & Bradley Cooper             | A Star Is Born                                           | – |
| 4. November 2018 – 10. November 2018 1 Woche | 1                                      | Andrea Bocelli                         | Sì                                                       | – |
| 11. November 2018 – 17. November 2018 1 Woche | 1                                      | Metro Boomin                           | Not All Heroes Wear Capes                                | – |
| 18. November 2018 – 24. November 2018 1 Woche | 1                                      | Kane Brown                             | Experiment                                               | – |
| 25. November 2018 – 1. Dezember 2018 1 Woche | 1                                      | Mumford & Sons                         | Delta                                                    | – |
| 2. Dezember 2018 – 8. Dezember 2018 1 Woche (insgesamt 3) | 3                                      | Travis Scott                           | Astroworld                                               | – |
| 9. Dezember 2018 – 15. Dezember 2018 1 Woche | 1                                      | Meek Mill                              | Championships                                            | – |
| 16. Dezember 2018 – 22. Dezember 2018 1 Woche | 1                                      | XXXTentacion                           | Skins                                                    | – |
| 23. Dezember 2018 – 29. Dezember 2018 1 Woche | 1                                      | Kodak Black                            | Dying to Live                                            | – |
| 30. Dezember 2018 – 12. Januar 2019 2 Wochen | 2                                      | 21 Savage                              | I Am > I Was                                             | – |

## Jahreshitparaden
| ← 2017 ← | Liste der Nummer-eins-Hits in den USA | Liste der Nummer-eins-Hits in den USA                                 | Liste der Nummer-eins-Hits in den USA | 2019 →   |
| \| Singles \| Position# \| Alben \| \| ------------------------------------------------------------------------------------------------------------------------------------------------------------------------------------------------------------------------------------------------------------------------------------- \| --------- \| --------------------------------------------------------------------- \| \| God’s Plan Drake Aubrey Graham, Ronald LaTour, Daveon Jackson, Matthew Samuels, Noah Shebib \| 1 \| Reputation Taylor Swift \| \| Perfect Ed Sheeran \| 2 \| Scorpion Drake \| \| Meant to Be Bebe Rexha feat. Florida Georgia Line Bleta Rexha, Tyler Hubbard, Josh Miller, David Garcia \| 3 \| Beerbongs & Bentleys Post Malone \| \| Havana Camila Cabello feat. Young Thug Camila Cabello, Jeffrey Williams, Frank Dukes, Brittany Hazzard, Ali Tamposi, Brian Lee, Andrew Watt, Pharrell Williams, Louis Bell, Kaan Gunesberk \| 4 \| The Greatest Showman: Original Motion Picture Soundtrack (Soundtrack) \| \| Rockstar Post Malone feat. 21 Savage Austin Post, Shayaa Abraham-Joseph, Louis Bell, Olufunmibi Awoshiley \| 5 \| ÷ Ed Sheeran \| \| Psycho Post Malone feat. Ty Dolla Sign Austin Post, Tyrone Griffin Jr, Louis Bell \| 6 \| Invasion of Privacy Cardi B \| \| I Like It Cardi B, Bad Bunny & J Balvin Belcalis Almanzar, Benito Ocasio, José Osorio, Tony Pabón, Klenord Raphael, Manny Rodriguez, Benny Bonilla, Edgar Machucha, Edgar Vargas, Jordan Thorpe, Luian Malave, Marcos Masis, Noah Assad, Vincent Watson, Xavier Vargas, Anthony White \| 7 \| Astroworld Travis Scott \| \| The Middle Zedd, Maren Morris & Grey Jordan Johnson, Anton Zaslavski, Sarah Aarons, Kyle Trewartha, Stefan Johnson, Michael Trewartha, Marcus Lomax \| 8 \| Stoney Post Malone \| \| In My Feelings Drake Aubrey Graham, Benny Workman, Darius Harrison, Caresha Brownlee, Jatavia Johnson, Stephen Garrett, James Scheffer, Rex Zamor, Dwayne Carter, Renetta Lowe-Bridgewater, Orville Hall, Phillip Price, Noah Shebib \| 9 \| ? XXXTentacion \| \| Girls Like You Maroon 5 feat. Cardi B Adam Levine, Henry Walter, Belcalis Almanzar, Brittany Talia Hazzard, Jason Evigan, Gian Stone \| 10 \| Culture II Migos \| |                                       |                                                                       |                                       |          |
| ← 2017 |                                       |                                                                       |                                       | → 2019 → |
| Singles | Position#                             | Alben                                                                 |                                       |          |
| God’s Plan Drake Aubrey Graham, Ronald LaTour, Daveon Jackson, Matthew Samuels, Noah Shebib | 1                                     | Reputation Taylor Swift                                               |                                       |          |
| Perfect Ed Sheeran | 2                                     | Scorpion Drake                                                        |                                       |          |
| Meant to Be Bebe Rexha feat. Florida Georgia Line Bleta Rexha, Tyler Hubbard, Josh Miller, David Garcia | 3                                     | Beerbongs & Bentleys Post Malone                                      |                                       |          |
| Havana Camila Cabello feat. Young Thug Camila Cabello, Jeffrey Williams, Frank Dukes, Brittany Hazzard, Ali Tamposi, Brian Lee, Andrew Watt, Pharrell Williams, Louis Bell, Kaan Gunesberk | 4                                     | The Greatest Showman: Original Motion Picture Soundtrack (Soundtrack) |                                       |          |
| Rockstar Post Malone feat. 21 Savage Austin Post, Shayaa Abraham-Joseph, Louis Bell, Olufunmibi Awoshiley | 5                                     | ÷ Ed Sheeran                                                          |                                       |          |
| Psycho Post Malone feat. Ty Dolla Sign Austin Post, Tyrone Griffin Jr, Louis Bell | 6                                     | Invasion of Privacy Cardi B                                           |                                       |          |
| I Like It Cardi B, Bad Bunny & J Balvin Belcalis Almanzar, Benito Ocasio, José Osorio, Tony Pabón, Klenord Raphael, Manny Rodriguez, Benny Bonilla, Edgar Machucha, Edgar Vargas, Jordan Thorpe, Luian Malave, Marcos Masis, Noah Assad, Vincent Watson, Xavier Vargas, Anthony White | 7                                     | Astroworld Travis Scott                                               |                                       |          |
| The Middle Zedd, Maren Morris & Grey Jordan Johnson, Anton Zaslavski, Sarah Aarons, Kyle Trewartha, Stefan Johnson, Michael Trewartha, Marcus Lomax | 8                                     | Stoney Post Malone                                                    |                                       |          |
| In My Feelings Drake Aubrey Graham, Benny Workman, Darius Harrison, Caresha Brownlee, Jatavia Johnson, Stephen Garrett, James Scheffer, Rex Zamor, Dwayne Carter, Renetta Lowe-Bridgewater, Orville Hall, Phillip Price, Noah Shebib | 9                                     | ? XXXTentacion                                                        |                                       |          |
| Girls Like You Maroon 5 feat. Cardi B Adam Levine, Henry Walter, Belcalis Almanzar, Brittany Talia Hazzard, Jason Evigan, Gian Stone | 10                                    | Culture II Migos                                                      |                                       |          |